# Romulus (Nowy Jork)
Romulus – miasto w Stanach Zjednoczonych, w stanie Nowy Jork, w hrabstwie Seneca.